# Ajn Nakuba
Ajn Nakuba též Ejn Nakuba (hebrejsky עֵין נַקוּבָּא, arabsky عين نقوبا, v oficiálním přepisu do angličtiny Ein Naqquba) je arabská vesnice v Izraeli, v Jeruzalémském distriktu, v Oblastní radě Mate Jehuda.

## Geografie
Leží v nadmořské výšce 625 metrů na zalesněných svazích Judských hor, v údolí vádí Nachal Ksalon.
Obec se nachází v Jeruzalémském koridoru, 42 kilometrů od břehu Středozemního moře, cca 45 kilometrů jihovýchodně od centra Tel Avivu, cca 11 kilometrů západně od historického jádra Jeruzalému a cca 13 kilometrů severovýchodně od Bejt Šemeš. Ajn Nakuba obývají izraelští Arabové, přičemž osídlení v tomto regionu je etnicky převážně židovské. Spolu se sousedním městem Abu Goš a vesnicí Ajn Rafa ovšem Ajn Nakuba vytváří enklávu arabského osídlení. Ajn Nakuba je situována 3 kilometry od Zelené linie, která odděluje Izrael v jeho mezinárodně uznávaných hranicích od území Západního břehu Jordánu. Počátkem 21. století byly přilehlé arabské (palestinské) oblasti Západního břehu od Izraele částečně odděleny pomocí bezpečnostní bariéry.
Ajn Nakuba je na dopravní síť napojena pomocí dálnice číslo 1, spojující Jeruzalém s Tel Avivem, jež vesnici míjí na severním okraji.

## Dějiny
Ajn Nakuba byla založena v roce 1962 jako osada pro ubytování Arabů vysídlených během války za nezávislost v roce 1948 z nedaleké arabské vesnice Bajt Nakuba, na jejímž místě vznikla roku 1949 židovská vesnice Bejt Nekofa. Tito vysídlenci po roce 1948 pobývali v provizorních podmínkách a nově zřízená vesnice měla umožnit jejich trvalé usídlení, dál od hranice (respektive od Zelené linie). Původně šlo o pouhou čtvrť sousední arabské vesnice Ajn Rafa, ale později roku 1976 jí byl přiznán status administrativně samostatné obce.

## Demografie
Podle údajů z roku 2014 tvořili naprostou většinu obyvatel v Ajn Nakuba Arabové. Jde o menší obec vesnického typu s dlouhodobě rostoucí populací. K 31. prosinci 2014 zde žilo 2941 lidí. Během roku 2014 populace stoupla o 4,2 %.
| Rok            | 1983 | 1995  | 2001  | 2003  | 2004  | 2005  | 2006  | 2007  | 2008  | 2009  | 2010  | 2010  | 2011  | 2012  | 2013  | 2014  |
| -------------- | ---- | ----- | ----- | ----- | ----- | ----- | ----- | ----- | ----- | ----- | ----- | ----- | ----- | ----- | ----- | ----- |
| Počet obyvatel | 488  | 1 194 | 1 570 | 1 713 | 1 798 | 1 866 | 1 949 | 2 042 | 2 130 | 2 245 | 2 300 | 2 403 | 2 474 | 2 642 | 2 822 | 2 941 |